# Gerrit Voges
Gerrit Voges (* 11. Juli 1932 in Zwolle; † 21. Juni 2007 ebenda) war ein niederländischer Fußballspieler.

## Verein
Auf Vereinsebene gehörte der Niederländer zunächst von 1945 bis 1954 dem PEC Zwolle an. Später spielte er von 1954 bis 1960 für den Sportclub Enschede. Es folgten zwei weitere einjährige Stationen bei DOS Utrecht und Willem II Tilburg.

## Nationalmannschaft
Voges bestritt 1956 zwei Länderspiele für die niederländische Fußballnationalmannschaft. Gegner waren die Schweiz und Dänemark.